# Жан Шарль Галісард Маріньяк
Жан Шарль Галісард де Маріньяк (фр. Jean Charles Galissard de Marignac;  24 квітня 1817, Женева, — 16 квітня 1894, там само) — швейцарський хімік, член-кореспондент Паризької Академії Наук (1866).

## Біографія
Закінчив у 1839 Паризьку вищу гірничу школу; професор Женевського університету (1841–1878).
Перевіряючи гіпотезу Праута, визначив у 1842-1883 атомні маси 29 елементів. У 1866 розробив спосіб розділення ніобію і танталу. У 1878 відкрив оксид ітербію і в 1880 — оксид невідомого рідкісноземельного елемента, пізніше названим (1886) оксидом гадолінію (див. Лантаноїди).